# Centro Cívico de San Agustín
El Centro Cívico de San Agustín (en inglés: St. Augustine Civic Center) (También conocido como Centro de Información de Visitantes o bien Visitor's Information Center) es el nombre que recibe un sitio histórico en la localidad de San Agustín, en el noreste del estado de Florida a su vez al sur de los Estados Unidos. Se encuentra a 10 Castillo Drive. El 21 de abril de 2005, fue introducido en el Registro Nacional de Lugares Históricos de EE. UU. ( U.S. National Register of Historic Places).
Es obra del arquitecto Fred A. Henderich quién lo diseño en el estilo mediterráneo del renacimiento en 1938.